# Teqoya
 (novembre 2024).
Teqoya est une entreprise française de traitement de l'air créée en 2015 et dont le siège est à Villandraut, en Gironde. Sa technologie de traitement de l'air repose sur les principes d'ionisation de l'air et de précipitation électrostatique de particules légères.

## Histoire

### Origines
L'entreprise Teqoya est créée en 2015 par Pierre Guitton. Il s'associe avec l'ingénieur Renaud Marchand afin d’industrialiser un système d'ionisation de l’air développé par Jacques Breton, affilié à l'Université de Bordeaux.

### Activités
L'entreprise exporte ses produits fabriqués en France vers l'Asie où elle réalise 70 % de ses ventes. En 2017, elle a levé un million d'euros pour augmenter sa production.
Fin 2020, l'entreprise commence à commercialiser des systèmes de traitement de l'air pour l'habitacle des voitures et des camions. En même temps, elle commence un partenariat avec l'industriel Aldes, pour la réalisation de VMC filtrantes,. Dans le cadre de ce partenariat, Aldes prend part de façon minoritaire au capital de Teqoya.
À l'occasion des jeux olympiques de Paris 2024, Teqoya et Aldes conçoivent des entrées d'air filtrantes pour des bâtiments du village olympique,.

## Technologie
Les ioniseurs d'air d'intérieur de Teqoya fonctionnent par décharge électrique de type couronne. Les particules légères flottant dans l'air (ex. poussières, pollens) se chargent au contact des ions créés par l'appareil et se déposent par interaction électrostatique avec les surfaces avoisinantes (meubles, murs). Ce fonctionnement est celui de certains filtres électrostatiques (cf. page wikipedia en version anglaise qui est plus détaillée que la version française).
L'entreprise incorpore sa technologie d'électrofiltre à des systèmes VMC pour bâtiments.